# Pfarrhaus Issing (Vilgertshofen)

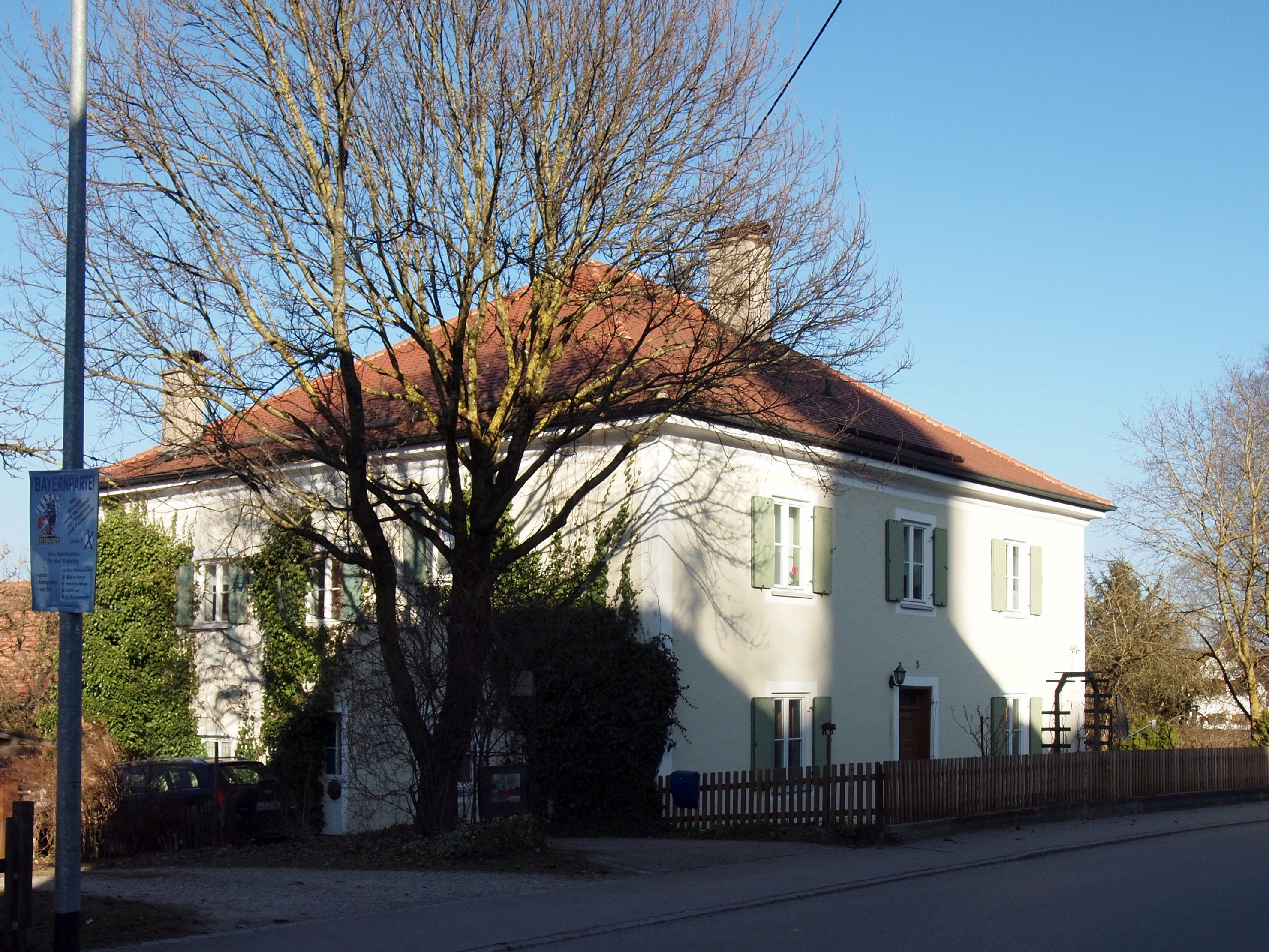
Ehemaliges Pfarrhaus in Issing

Das Pfarrhaus in Issing, einem Gemeindeteil von Vilgertshofen im oberbayerischen Landkreis Landsberg am Lech, wurde 1817/18 errichtet. Das ehemalige Pfarrhaus an der Wessobrunner Straße 5, unterhalb der katholischen Pfarrkirche St. Margaretha, ist ein geschütztes Baudenkmal.
Der zweigeschossige Putzbau in Hanglage mit Traufgesims und Walmdach besitzt drei zu vier Fensterachsen. Die Ecklisenen sind aufgemalt. Der in die Mittelachse der Straßenseite gelegene Eingang mit Oberlicht hat ein bauzeitliches, sechsfeldriges Holztürblatt.
Im Jahr 1960 zog der letzte Pfarrer aus, seitdem wird das Gebäude privat genutzt.